# La hora de los valientes
Pour plus de détails, voir Fiche technique et Distribution.
La hora de los valientes est un film espagnol réalisé par Antonio Mercero, sorti en 1998.

## Synopsis
À Madrid, pendant les bombardements de novembre 1936 lors de la guerre d'Espagne, l'évacuation du musée du Prado est décrétée. Manuel, un gardien, trouve un autoportrait de Goya abandonné et décide de l'emporter.

## Fiche technique
- Titre : La hora de los valientes
- Réalisation : Antonio Mercero
- Scénario : Antonio Mercero et Horacio Valcárcel
- Musique : Bingen Mendizábal
- Photographie : Jaume Peracaula
- Montage : José María Biurrún
- Production : Enrique Cerezo
- Pays :  Espagne
- Genre : Drame, romance et guerre
- Durée : 120 minutes
- Date de sortie : 
  - Espagne : 18 décembre 1998

## Distribution
- Gabino Diego : Manuel
- Leonor Watling : Carmen
- Adriana Ozores : Flora
- Luis Cuenca : Melquíades
- Héctor Colomé : Lucas
- Ramón Agirre : Portero
- Aten Soria : Filo
- Juan José Otegui : le professeur Miralles
- Josep Maria Pou : Heliodoro
- Joan Gadea : Perez Rubio

## Distinctions
Le film a été nommé pour six prix Goya et a remporté celui du meilleur second rôle féminin pour Adriana Ozores.